# Bulgaria ai XVII Giochi olimpici invernali
La Bulgaria partecipò ai XVII Giochi olimpici invernali, svoltisi a Lillehammer, Norvegia, dal 12 al 27 febbraio 1994, con una delegazione di 17 atleti impegnati in sette discipline.